# Sara Lucy Bagby
Sara Lucy Bagby (1843 - 14 de julio de 1906) fue la última persona en Estados Unidos devuelta a la esclavitud en el Sur después de haber huido al norte, en virtud de la Ley de esclavos fugitivos de 1850, que establecía que las personas esclavizadas que habían escapado a un estado o territorio que no reconocía la esclavitud debían ser devueltas y entregadas a petición de los que tuvieran el "derecho de propiedad" en su estado de origen.
Bagby nació a principios de la década de 1840 en el estado de Virginia en la esclavitud. Escapó de la propiedad de sus dueños a través de la red clandestina denominada el Ferrocarril subterráneo y se dirigió a Cleveland, en Ohio. Fue perseguida por sus propietarios, William Goshorn y su hijo, y arrestada en enero de 1861 por un miembro del Cuerpo de Alguaciles. A pesar de los intentos de intervención del gobierno estatal y de los ciudadanos de Cleveland -incluido un supuesto enfrentamiento armado en un juzgado- fue devuelta a Wheeling, en  Virginia. Este episodio constituye el tema de un poema de Frances Harper, titulado To the Cleveland Union-Savers.
Tras la Proclamación de Emancipación de 1863, se dirigió a Pittsburgh y se instaló en Cleveland, donde fallecería.